# Чемпионат Африки по волейболу среди женщин 2021
20-й Чемпионат Африки по волейболу среди женщин прошёл с 12 по 19 сентября 2021 года в Кигали (Руанда) с участием 9 национальных сборных команд. Чемпионский титул в 3-й раз в своей истории и в 3-й подряд выиграла сборная Камеруна.

## Команды-участницы
Бурунди, ДР Конго, Камерун, Кения, Марокко, Нигерия, Руанда, Сенегал, Тунис.

## Система проведения чемпионата
9 команд-участниц на предварительном этапе разбиты на две группы. Первичным критерием при распределении мест в группах являлось общее число побед, затем количество набранных очков, соотношение партий, соотношение мячей, результаты личных встреч. За победы со счётом 3:0 и 3:1 команды получали по 3 очка, за победы 3:2 — по 2 очка, за поражение 2:3 — по 1 очку, за поражения 1:3 и 0:3 очки не начислялись. По две лучшие команды из групп вышли в полуфинал плей-офф и по системе с выбыванием определили призёров первенства.

## Предварительный этап

### Группа А
| М | Команда | 1   | 2   | 3   | 4   | И | В | П | С/П | О |
| - | ------- | --- | --- | --- | --- | - | - | - | --- | - |
| 1 | Марокко |     | —   | 3:0 | 3:0 | 2 | 2 | 0 | 6:0 | 6 |
| 2 | Нигерия | —   |     | 3:0 | 3:0 | 2 | 2 | 0 | 6:0 | 6 |
| 3 | Сенегал | 0:3 | 0:3 |     | —   | 2 | 0 | 2 | 0:6 | 0 |
| 4 | Руанда  | 0:3 | 0:3 | —   |     | 2 | 0 | 2 | 0:6 | 0 |

12 сентября: Нигерия — Сенегал 3:0 (25:16, 25:18, 25:22); Марокко — Руанда 3:0.
13 сентября: Нигерия — Руанда 3:0.
15 сентября: Марокко — Сенегал 3:0 (25:23, 25:17, 25:13).
16 сентября: Марокко — Нигерия. Матч отменён.
17 сентября: Руанда — Сенегал. Матч отменён
Результаты матчей Руанда — Марокко 3:1 (25:19, 25:18, 32:34, 25:22) и Руанда — Нигерия 3:0 (25:22, 25:23, 25:23) отменены и в них сборной Руанды присуждены поражения 0:3 из-за участия в её составе четырёх натурализованных бразильских волейболисток, не прошедших необходимых процедур смены гражданства. Решением ФИВБ сборная Руанды дисквалифицирована и снята с турнира.

### Группа В
| М | Команда  | 1   | 2   | 3   | 4   | 5   | И | В | П | С/П | О |
| - | -------- | --- | --- | --- | --- | --- | - | - | - | --- | - |
| 1 | Камерун  |     | 3:0 | 3:0 | —   | 3:0 | 4 | 3 | 0 | 9:0 | 9 |
| 2 | Кения    | 0:3 |     | 3:0 | 3:0 | 3:0 | 4 | 3 | 1 | 9:3 | 9 |
| 3 | Тунис    | 0:3 | 0:3 |     | 3:0 | —   | 4 | 1 | 2 | 3:6 | 3 |
| 4 | ДР Конго | —   | 0:3 | 0:3 |     | 3:0 | 4 | 1 | 2 | 3:6 | 3 |
| 5 | Бурунди  | 0:3 | 0:3 | —   | 0:3 |     | 4 | 0 | 3 | 0:9 | 0 |

12 сентября: ДР Конго — Бурунди 3:0 (25:18, 25:15, 25:13); Камерун — Кения 3:0 (25:20, 25:21, 25:19).
13 сентября: Камерун — Тунис 3:0 (25:15, 25:18, 25:17); Кения — ДР Конго 3:0 (25:12, 25:12, 25:19).
15 сентября: Камерун — Бурунди 3:0 (25:15, 25:14, 25:14); Кения — Тунис 3:0 (25:20, 25:19, 25:21).
16 сентября: Кения — Бурунди 3:0 (25:8, 25:9, 25:11); Тунис — ДР Конго 3:0 (25:17, 25:16, 25:17).
17 сентября: Камерун — ДР Конго; Тунис — Бурунди. Матчи отменены

## Плей-офф за 5—8 места

### Полуфинал
19 сентября
Тунис — Руанда. Матч отменён из-за дисквалификации Руанды.
ДР Конго — Сенегал. Матч отменён из-за отказа Сенегала.

### Матч за 5-е место
19 сентября
Тунис — ДР Конго 3:0 (25:17, 25:11, 25:20).

## Плей-офф за 1—4 места

### Полуфинал
19 сентября
Кения — Марокко 3:0 (25:12, 25:21, 25:11).
Камерун — Нигерия 3:0 (25:13, 35:33, 25:13).

### Матч за 3-е место
19 сентября
Марокко — Нигерия 3:0 (25:19, 25:17, 25:18).

### Финал
19 сентября
Камерун — Кения 3:1 (25:21, 25:23, 15:25, 25:23).

## Итоги

### Положение команд
| Камерун     |
| Кения       |
| Марокко     |
| 4. Нигерия  |
| 5. Тунис    |
| 6. ДР Конго |
| 7. Сенегал  |
| 8. Бурунди  |
| 9. Руанда   |

### Мировая квалификация
Две лучшие команды по итогам чемпионата — Камерун и Кения — квалифицировались на чемпионат мира 2022.

### Призёры
Камерун: Стефани Фотсо Могунг, Кристель Нана Чуджанг, Рене Нгамени Мболда Давина, Грейс Бикаталь, Теорин Абоа Мбеза, Летиция Мома Басоко, Мимозетт Андреа Мусоль, Эмма Иза Амбасса, Гаэль Эстель Чуэмбу Вамбо, Симон Бертрад Бикаталь, Карин Бламдай, Йоланд Амана Гиголо, Эмельда Пиата Зеси, Эстель Адиана Одиль. Тренер — Жан-Рене Аконо.
  Кения: Эстер Мутинда, Памела Адхиамбо, Ивонн Синайда, Леонида Касая, Шарон Чепчумба, Джой Лусенака, Элизабет Ваньяма, Памела Джепкируй, Глэдис Экару, Мерси Мойм, Лорайн Чебет, Агрипина Кунду, Эммакулате Чемтай, Эдит Мукувулани (Виса). Тренер — Пол Биток.
  Марокко: Иман Якки, Юсра Суиди, Иман Зеруаль, Лубна Мостафа, Икрам Джабри, Махассин Сиад, Нора Даррхар, Умайма Кодиаль, Александра Наваль Эрхарт, Нада эс-Саяди, Кхадиджа Джедлан, Муния Трид, … Тренер — Самир Дшар.

### Индивидуальные призы
MVP:  Кристель Нана Чуджанг
Лучшая нападающая:  Шарон Чепчумба
Лучшая блокирующая:  Глэдис Экару
Лучшая на подаче:  Летиция Мома Басоко
Лучшая на приёме:  Мерси Мойм
Лучшая связующая:  Александра Наваль Эрхарт
Лучшая либеро:  Юсра Суиди